# Lenartów
Lenartów – wieś w Polsce, położona w województwie łódzkim, w powiecie łowickim, w gminie Kocierzew Południowy.
| SIMC    | Nazwa     | Rodzaj    |
| ------- | --------- | --------- |
| 0729178 | Czaplinek | część wsi |
| 0729184 | Litynek   | część wsi |

W latach 1975–1998 wieś administracyjnie należała do województwa skierniewickiego.